# Omer Mijatovic
Omer Mijatovic – australijski zapaśnik walczący w stylu wolnym. Złoty medalista mistrzostw Oceanii w 1990 roku.